# Jumping international de Reims
 (novembre 2021).
La mise en forme du texte ne suit pas les recommandations de Wikipédia : il faut le « wikifier ».
Les points d'amélioration suivants sont les cas les plus fréquents :
- Les titres sont pré-formatés par le logiciel. Ils ne sont ni en capitales, ni en gras.
- Le texte ne doit pas être écrit en capitales (les noms de famille non plus), ni en gras, ni en italique, ni en « petit »…
- Le gras n'est utilisé que pour surligner le titre de l'article dans l'introduction, une seule fois.
- L'italique est rarement utilisé : mots en langue étrangère, titres d'œuvres, noms de bateaux, etc.
- Les citations ne sont pas en italique mais en corps de texte normal. Elles sont entourées par des guillemets français : « et ».
- Les listes à puces sont à éviter, des paragraphes rédigés étant largement préférés. Les tableaux sont à réserver à la présentation de données structurées (résultats, etc.).
- Les appels de note de bas de page (petits chiffres en exposant, introduits par l'outil «  Source ») sont à placer entre la fin de phrase et le point final[comme ça].
- Les liens internes (vers d'autres articles de Wikipédia) sont à choisir avec parcimonie. Créez des liens vers des articles approfondissant le sujet. Les termes génériques sans rapport avec le sujet sont à éviter, ainsi que les répétitions de liens vers un même terme.
- Les liens externes sont à placer uniquement dans une section « Liens externes », à la fin de l'article. Ces liens sont à choisir avec parcimonie suivant les règles définies. Si un lien sert de source à l'article, son insertion dans le texte est à faire par les notes de bas de page.
- La présentation des références doit suivre les conventions bibliographiques. Il est recommandé d'utiliser les modèles {{Ouvrage}}, {{Chapitre}}, {{Article}}, {{Lien web}} et/ou {{Bibliographie}}. Le mode d'édition visuel peut mettre en forme automatiquement les références.
- Insérer une infobox (cadre d'informations à droite) n'est pas obligatoire pour parachever la mise en page.

Pour une aide détaillée, merci de consulter Aide:Wikification.
Si vous pensez que ces points ont été résolus, vous pouvez retirer ce bandeau et améliorer la mise en forme d'un autre article.
 (juillet 2021).
Le Jumping International de Reims est une manifestation équestre prenant place chaque année en février au Parc de Champagne. C’est un concours international de saut d'obstacles organisé par la Société hippique de Reims.
Le Jumping accueille près de 20 000 visiteurs chaque année, pour une vingtaine d'épreuves sur quatre jours. Une quinzaine de nations sont présentes pour ce Jumping. Il se poursuit par  la Grande semaine équestre rémoise.

## Histoire
Il est né en 1929 sous l'égide du marquis Melchior de Polignac.

## Organisation
Le Jumping a lieu la première semaine de juin de chaque année.
En parallèle des épreuves énoncées ci-dessous, se déroulent, dans la partie Exposants du parc différents ateliers autour de l'équitation de différentes disciplines.
- Deux labels Seniors en 2016 Le Concours de saut d’obstacles international 2 étoiles (CSI2*) est un tremplin entre le niveau national et la compétition internationale de haut niveau.

Les deux épreuves majeures sont inscrites dans le circuit «LONGINES Ranking» (géré par la Fédération équestre internationale (FEI)) et sont dotées de 25 000 euros chacune. Les cavaliers classés dans ces deux épreuves peuvent engranger des points précieux comptant pour leur classement mondial.
- Un concours 1 étoile (CSI1*) est organisé, en parallèle, pour répondre à la forte demande des cavaliers Pro2 et Amateur[2].
- Une étape du circuit jeunes chevaux «TOP 7» Ce circuit «Top 7», initié par la Fédération Française d’Equitation et la Société Hippique Française, fait étape à Reims pendant le Jumping international. Réservé aux chevaux âgés de 7 ans, il enrichit le classement permanent ‘Grand Prix Chevaux de 7 ans’ et sert de qualification au Championnat de France qui a lieu à Fontainebleau en septembre.

## Le Club des Partenaires
Les partenaires du Jumping international de Reims sont réunis au sein d'un club créé en 2014.
En font partie, la Région Grand Est, le Conseil Départemental de la Marne, la ville de Reims, …

## Définition CSI * à *****
CSI signifie Concours de Sauts d’obstacles International. Il existe cinq niveaux de 1 à 5 étoiles. 
Plus le nombre des étoiles est élevée et plus difficiles est la compétition. La différence de niveaux tient à la hauteur des barres des obstacles placées sur les parcours.

## Palmarès des épreuves

### Le palmarès des Grands Prix Longines Rankings
2021 : le Jumping International de Reims (trois étoiles) prévu du 28 au 31 mai 2021 est annulé toujours pour cause de crise sanitaire qui imposent un huis-clos, conjointement à une épidémie de rhinopneumonie virulente qui touche actuellement les chevaux.
2020 : le Jumping International de Reims (trois étoiles) prévu du 28 au 31 mai 2020 est annulé pour cause de crise sanitaire
2019
2018
GRAND PRIX VILLE DE REIMS Andres VEREECKE (BEL) avec Igor Van de Wittemoere
2015 
GRAND PRIX NOVOTEL REIMS Jemma KIRK (GBR) avec QUELISTO, 
GRAND PRIX VILLE DE REIMS Loïc CHIRON (FRA) avec BIJOUX
2014 
PRIX GRANDE DAME Valentin MARCOTTE (FRA) avec CONCEPT TM GRAND PRIX VILLE DE REIMS Laura RENWICK (GBR) avec REMBRANDT BLUE
2013
GRAND PRIX NOVOTEL SUITES REIMS Jemma KIRK (GBR) avec WEXFORD 
GRANX PRIX VILLE DE REIMS Caroline NICOLAS (FRA) avec MOZART DE BENY